# Trapelia
Trapelia rod liheniziranih gljiva iz porodice Trapeliaceae (red Baeomycetales; po nekima Agyriales). Sastoji se od devet poznatih vrsta koje su rasprostranjene na području Europe, duplog američkog kontinenta (uključujući i Arktik), Antarktik (južni subpolarni otoci)  i Oceanije

### Vrste
- Trapelia coarctata (Sm.) M. Choisy
- Trapelia corticola Coppins & P. James
- Trapelia geochroa (Körb.) Hertel
- Trapelia herteliana Fryday
- Trapelia involuta (Taylor) Hertel
- Trapelia macrospora Fryday
- Trapelia obtegens (Th. Fr.) Hertel
- Trapelia placodioides Coppins & P. James
- Trapelia rediviva Brusse

## Vanjske poveznice
- Index Fungorum

## Ivori
1. ↑  Catalogue of Life Trapelia. Inačica izvorne stranice arhivirana 25. ožujka 2016. Pristupljeno 2. lipnja 2014. journal zahtijeva |journal= (pomoć)